# Новгородская волынка XII-XIII вв.

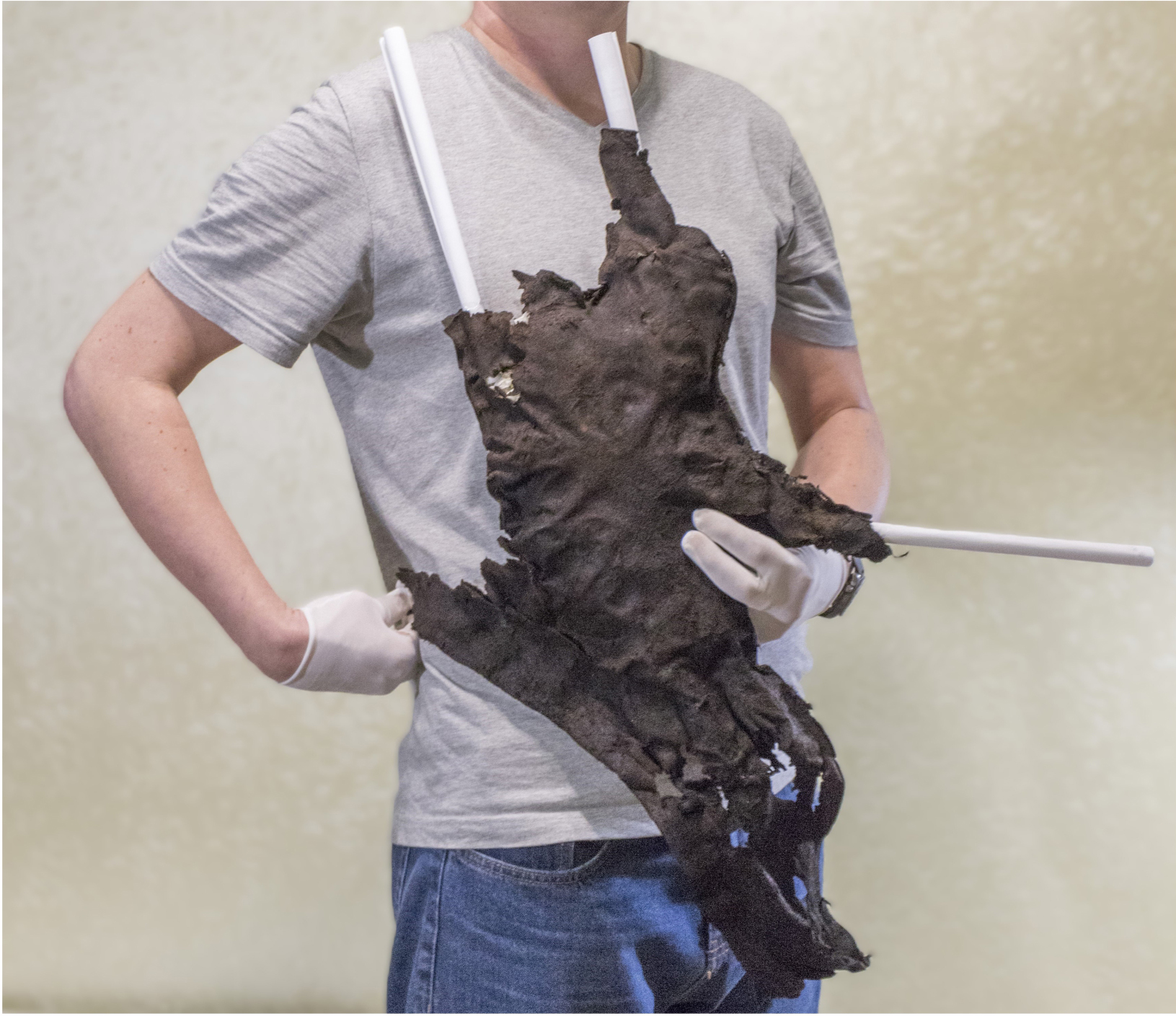
Новгородская орнитоморфная волынка

Археологическая находка мешка от волынки  XII—XIII вв.  в виде птицы была обнаружена во время исследований в Великом Новгороде на ул. Знаменская в 2018 году.
Находка даёт представление о том, как выглядела новгородская волынка в XII—XIII вв. Форма и крой мешка свидетельствует о существовании местной разновидности этого музыкального инструмента. Обнаруженный мешок выполнен в виде птицы и имеет размеры 72 х 44,5 см.

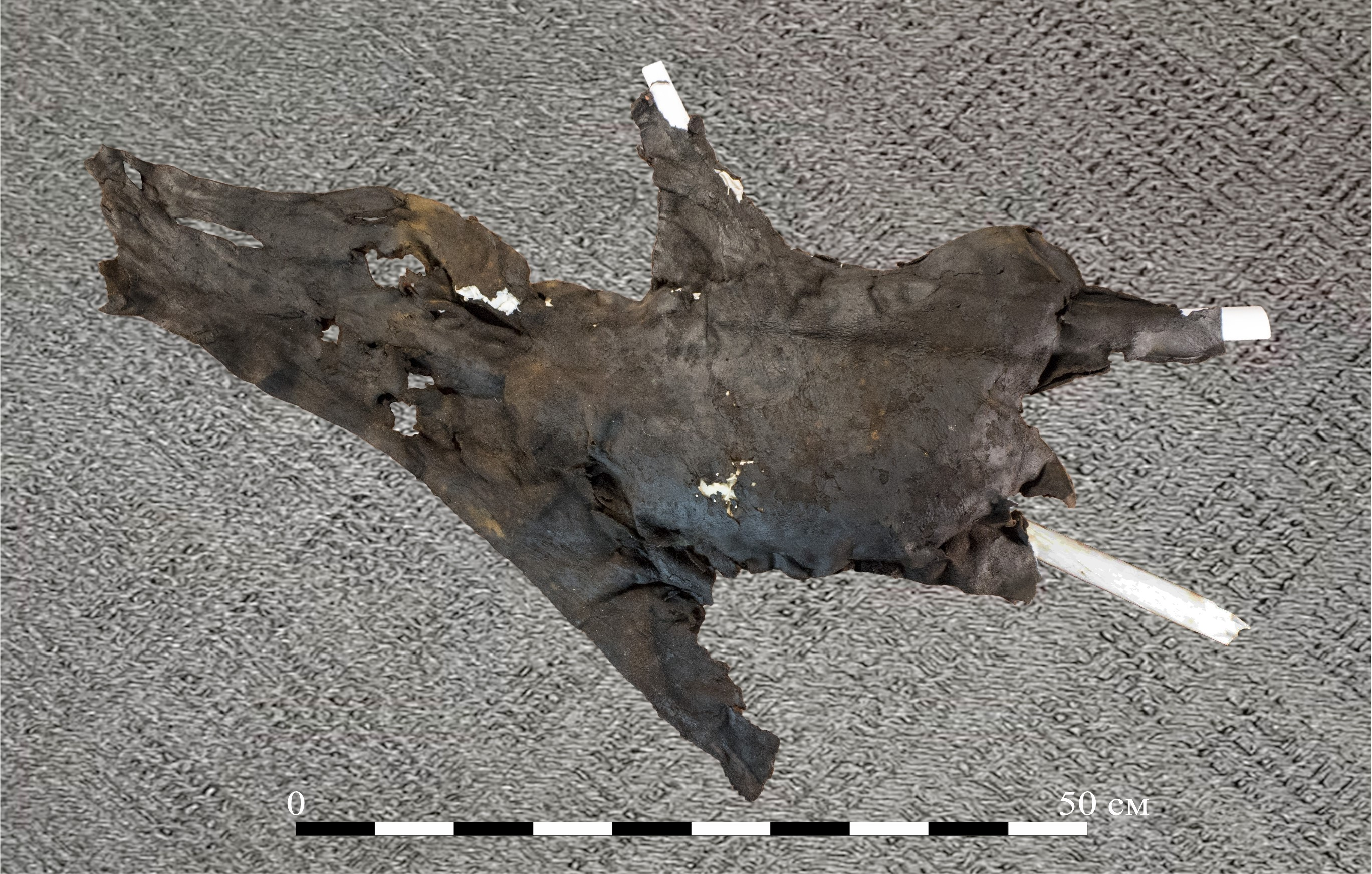
Мешок от волынки в виде птицы. Археологическая находка. Паспорт: п/п № 3294, Горизонт 5 (3-я четв. XII — 1-я четв. XIII вв, пласт № 28, гл. −330/-340 см, участок 2. Усадьба «А», кв. Г-4. Дата находки: 20.08.2018 г.

Находка обнаружена в усадьбе знати Славенского конца Великого Новгорода. Датировка усадьбы — вторая половина XII — конец первой четверти XIII вв. Благодаря влажному анаэробному культурному слою органические материалы сохранились в хорошем состоянии, что позволило обнаружить столь редкий артефакт.
Определение предмета было окончательно проведено на камеральном этапе работ в конце 2024 года. Археолог Александр Богомолов установил, что предмет является основным элементом древнерусской волынки ранее неизвестного типа.

Исследования показали, что мешок изготовлен из одного куска тонкой, высококачественной кожи, сложенного и склеенного в два слоя, без использования ниток. Такой метод изготовления отличался от традиционных кожаных изделий того времени, так как обеспечивал эластичность и герметичность. Волынка имела несколько патрубков, соединяющих мешок с музыкальными трубками: вдувная трубка (мундштук), мелодическая (чантер), басовая (бурдон). Возможно, что волынка имела и две басовые трубки.

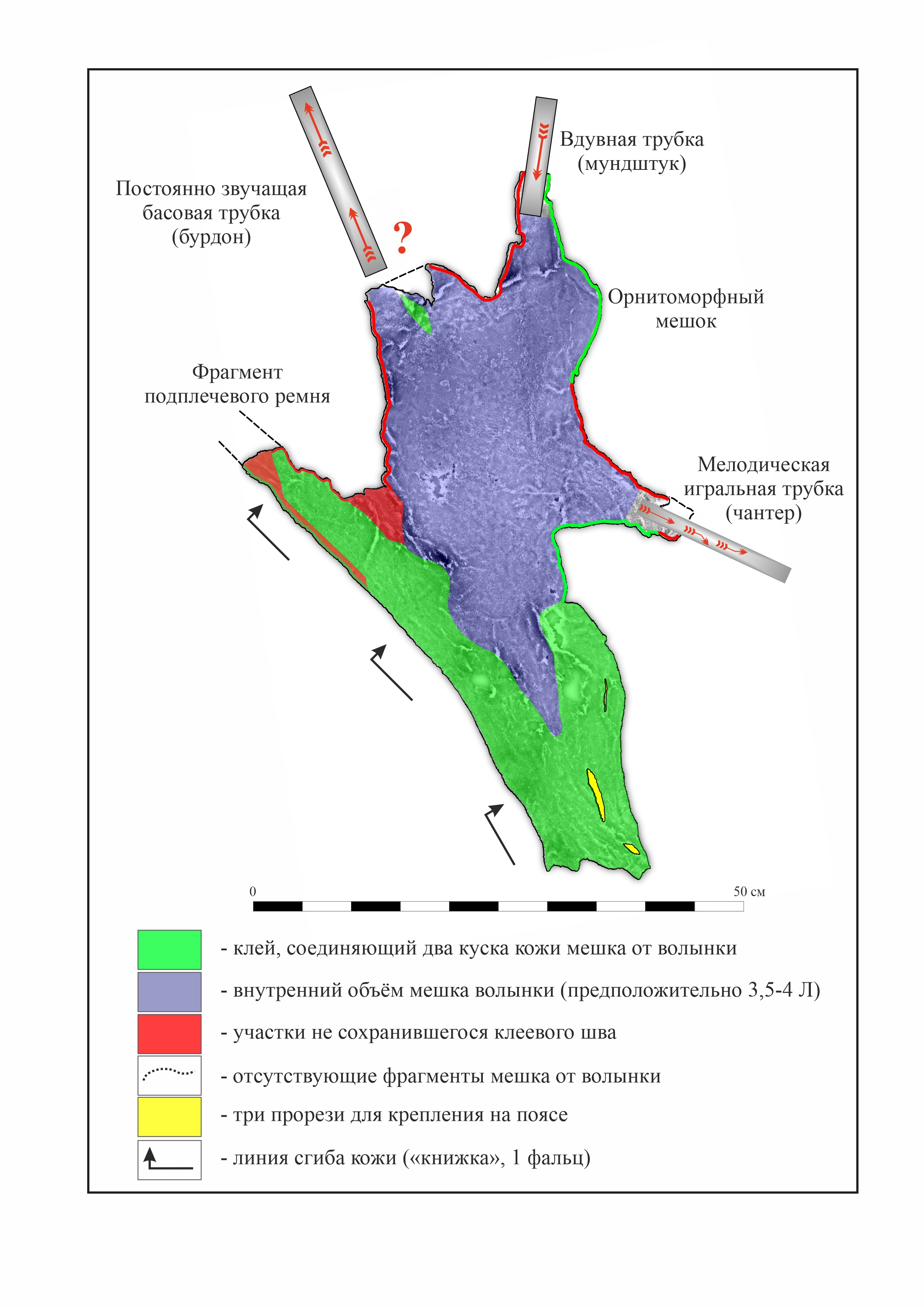
Конструкция волынки

Неизвестно, как именно звучала эта новгородская волынка. Каких-либо остатков её игральных трубок не обнаружено.
Первая публикация об этой находке вышла 25 февраля 2025 года. 6 марта вышло интервью с автором исследований. Автором исследований также была опубликована научная статья.
Хронология именно археологических находок деталей от волынок (не изображений):
- 1985 г. — г. Росток, ГДР. Находка мелодической игральной трубки (чантера). Датировка кон. XIV — нач. XV вв. (археолог Хайко Шефер). **
- 2015 г. — г. Старая Русса, Новгородская область. Находка мелодической игральной трубки (чантера). Датировка кон. XIV — нач. XV вв. (Торопова Е. В., Торопов С. Е., Самойлов К. Г., Колосницын П. П., Колосницына Е. Е.).[6]
- 2018 г. — г. Великий Новгород, раскоп на ул. Знаменская. Находка вдувной трубки (мундштук). Датировка кон. XIV — нач. XV вв. (археолог А. В. Богомолов).[7]
- 2022 г. — г. Старая Русса, Новгородская область. В сообществе «Стархеолог Starcheolog», в социальной сети «Вконтакте», упоминается о находке бракованной заготовки мелодической игральной трубки (чантера). Датировка — первая половина XIII вв. (Торопова Е. В., Торопов С. Е., Самойлов К. Г., Колосницын П. П., Колосницына Е. Е.).
- 2024 г.- г. Великий Новгород, раскоп на ул. Знаменская 2018 года. Мешок от волынки, идентифицирован на камеральном этапе работ археологом А. В. Богомоловым. Датировка: середина XII — конец первой четверти XIII вв.

Самой ранней деталью от волынки к началу 2025 года является этот мешок, обнаруженный в раскопе в Великом Новгороде в 2018 году.

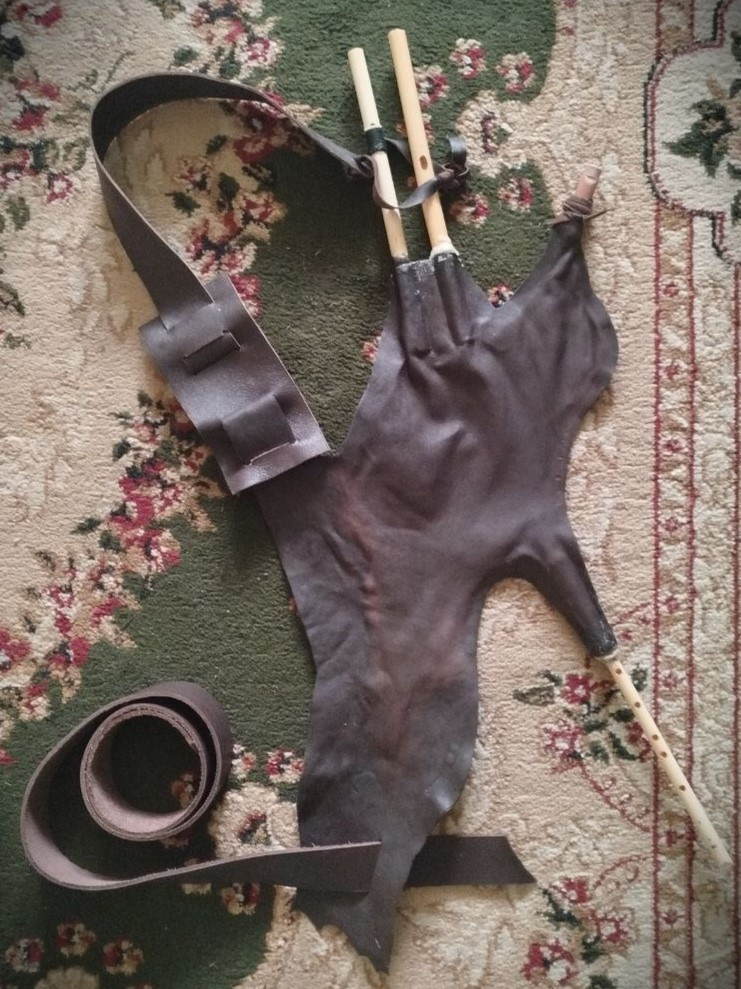
Реконструкция новгородской орнитоморфной волынки. Вариант с тростниковыми трубками